# Arnold D’Altri

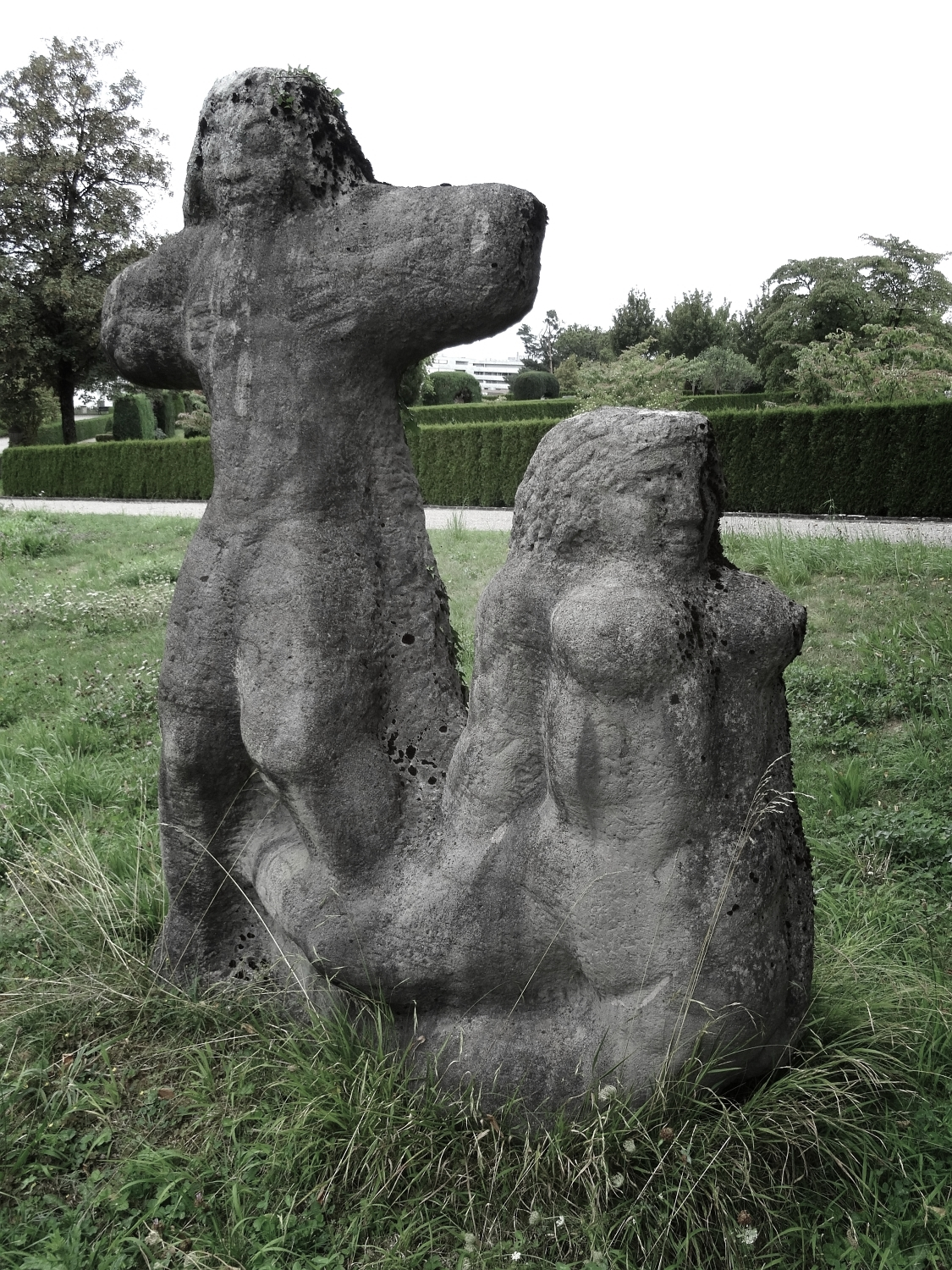
Skulptur 1982, 2.20 x 2.20m. Friedhof Rosenberg in Winterthur.

Arnold D’Altri (* 20. Mai 1904 in Cesena; † 11. Juli 1980 in Collonge-Bellerive, heimatberechtigt in Zürich) war ein Schweizer Bildhauer, Plastiker, Maler und Kunstpädagoge.

## Leben und Werk
Arnold D’Altri kam 1905 mit seinen Eltern in die Schweiz, wuchs in Zürich auf und wurde dort eingebürgert. Er besuchte die Kunstgewerbeschule Zürich und absolvierte von 1921 bis 1925 eine Bildhauerlehre bei Otto Kappeler. Es folgten Studienreisen nach München, Mailand, Rom, Paris und London. D’Altris künstlerische Vorbilder waren Hermann Haller und Wilhelm Lehmbruck.
D’Altri heiratete 1930 Augusta, geborene Ramuz. Er unterrichtete in den 1930er- und 1940er-Jahren an der privaten Zeichen- und Malakademie von Henry Wabel. Zudem arbeitete er in einer Keramikwerkstatt und schuf eine Vielzahl von Porträtbüsten. Es folgten die ersten Ausstellungen in der Schweiz. D’Altri nahm 1948 an der Biennale von Venedig teil und erhielt 1949 den Skulpturenpreis der Stadt Varese. Ab den 1950er Jahren folgten zahlreiche Ausstellungen im Ausland. Ab 1959 war D’Altri Gastdozent an der Werkkunstschule Kassel. In den 1960er-Jahren widmete er sich vermehrt der Ölmalerei.

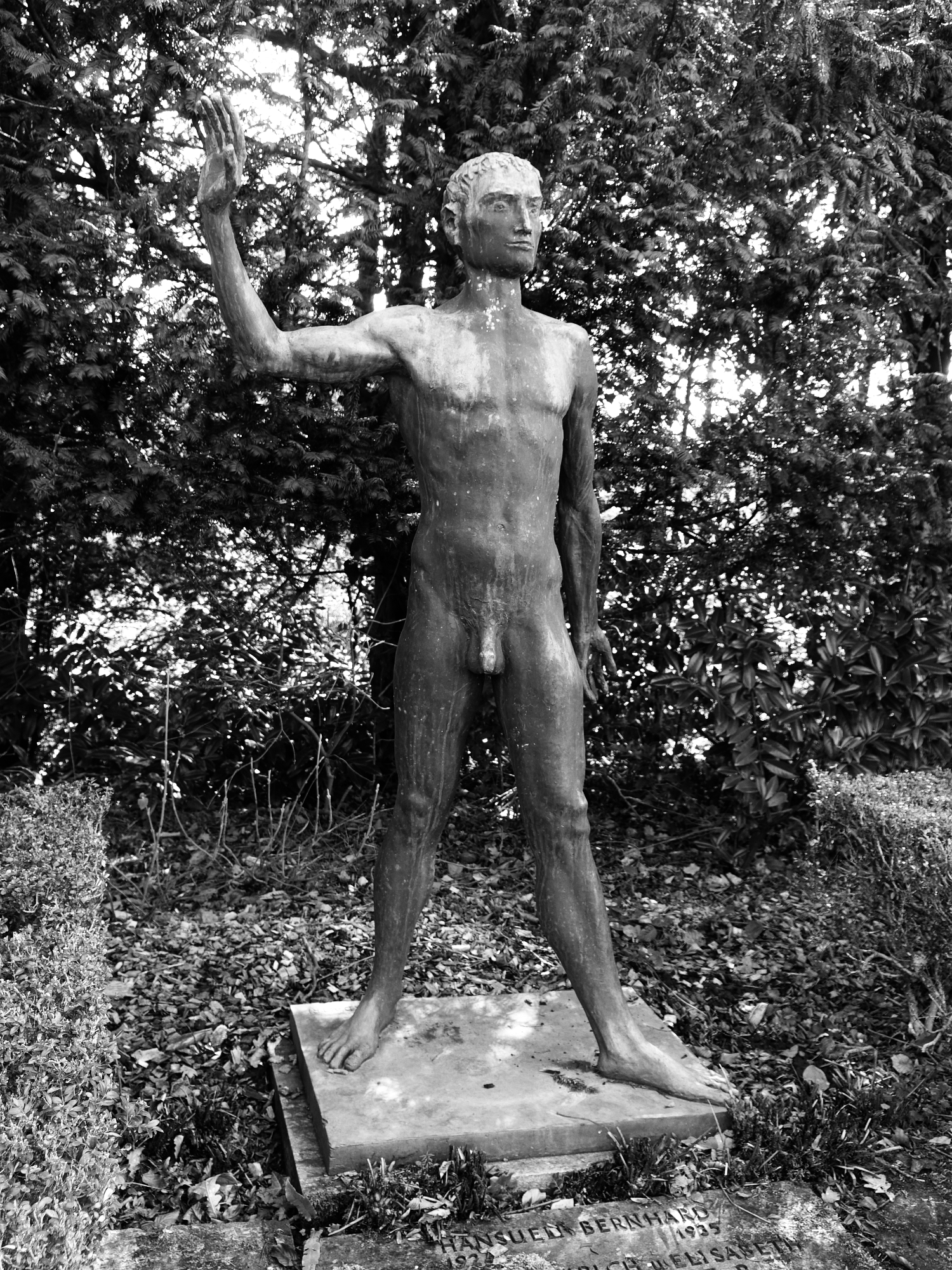
Grabskulptur auf dem Basler Friedhof am Hörnli
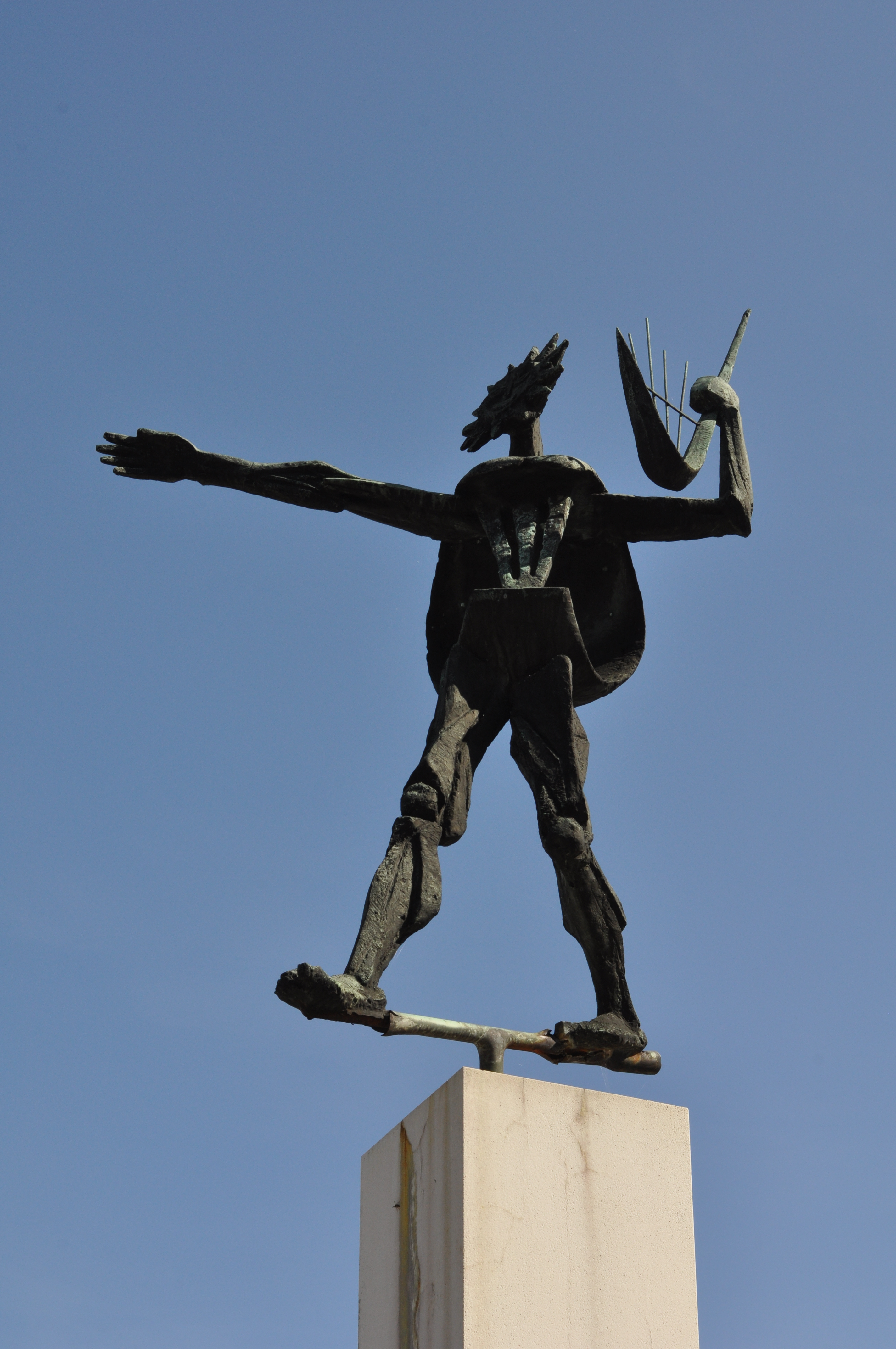
Skulptur. Magier, 1960
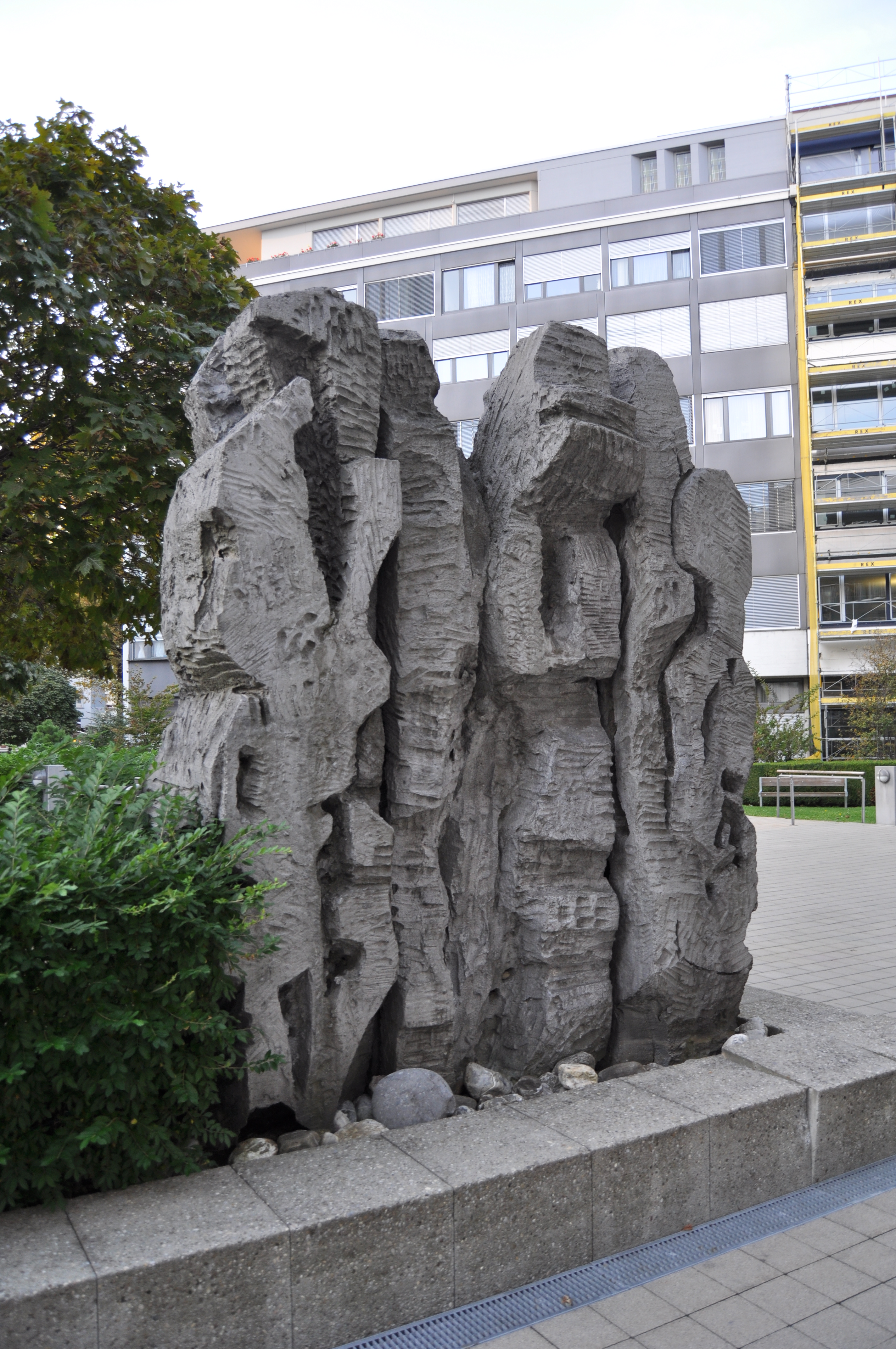
Skulptur. Menschengruppe, 1964
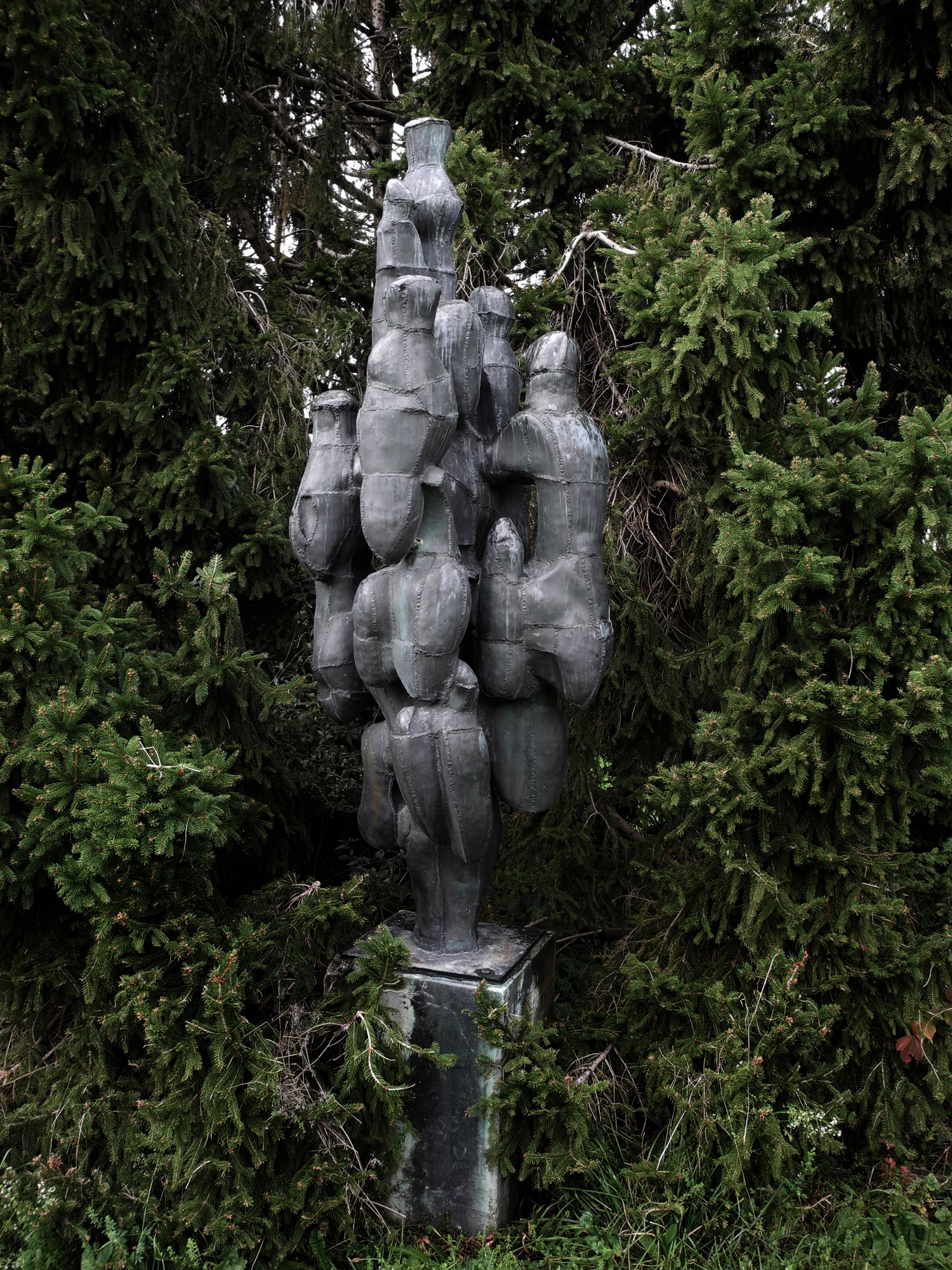
Lebensbaum, Wagerenhof, Uster

## Ausstellungen

### Einzelausstellungen (Auswahl)
- 1949: Galerie Georges Moos, Zürich
- 1950, 1955: Winterthur-Kemptweiher, Freilichtausstellung
- 1952: Galleria del Milione, Mailand
- 1952: Salon Wolfsberg, Zürich
- 1955: Kunstmuseum Glarus
- 1956, 1963, 1970: Galerie Läubli, Zürich
- 1956: Haller-Atelier, Zürich
- 1957: Museum Schloss Morsbroich, Leverkusen
- 1957: Museum Schloss und Park Wilhelmshöhe, Kassel
- 1958: Kunsthalle Mannheim
- 1958: Lehmbruck-Museum, Duisburg
- 1959: Kölnischer Kunstverein, Köln
- 1959: Kunstverein Braunschweig
- 1959: Kaiser-Wilhelm Museum, Krefeld
- 1959: Neue Galerie Kassel
- 1960: Karl-Ernst-Osthaus Museum, Hagen
- 1963: Galleria Vinciana, Mailand
- 1963, 1966, 1971, 1974: Galerie 6, Aarau
- 1965: Museum Simeonstift, Trier
- 1965, 1975, 1972: Galerie Orell Füssli, Zürich
- 1965: Galerie d'Eendt, Amsterdam
- 1968: Galleria Marino, Locarno
- 1972: Galleria "Associazione Artisti Ascona"
- 1972: Galerie im Zielempt, Olten
- 1973: Stadthaus Uster
- 1976: Galerie im Weissen Haus, Winterthur
- 1977, 1978: Stägenbuck-Galerie, Dübendorf

### Gruppenausstellungen
- 1941: Galerie Aktuaryus, Zürich, mit Hans Aeschbacher, Adolf Herbst und Varlin
- 1941: Kunsthalle Bern mit Hans Aeschbacher, Robert Schürch u. a.
- 1944: Kunstmuseum Basel mit Fritz Wotruba, Marino Marini und Germaine Richier
- 1945: Galerie Aktuaryus, Zürich, mit Marino Marini
- 1946: Galerie Georges Moos, Genf, mit Charles Rollier
- 1948: Kunstmuseum Luzern mit Adolf Herbst
- 1949: Citta die Varese "Villa Mirabello"
- 1949: Biennale Venedig
- 1949: Pavillon am Bürkliplatz, Zürich
- 1951: III. Salon de la jeune Sculpture, Musée des Beaux-Arts, Paris
- 1953: Esposizione internazionale d'Agricultura, Roma
- 1953: Mostra internazionale delle Arti Figurativi, Roma (Freilichtausstellung)
- 1953: Haus am Waldsee, Berlin-Zehlendorf
- 1954: I. Schweizer Plastikausstellung, Biel
- 1955: Internationale Bildhauer-Ausstellung im Park Sonsbeck, Arnhem
- 1955: III. Biennale der Stadt Antwerpen
- 1956: Schweizer Graphik der Gegenwart, Saarland-Museum, Saarbrücken
- 1956: L'Exposition de la Société Saint-Luc, Fribourg
- 1957: IV. Biennale der Stadt Antwerpen
- 1957: Landesgewerbeanstalt Kaiserslautern, mit Karl Unverzagt
- 1957: Internationale Ausstellung "Mensch und Pferd", Baden-Baden
- 1958: II. Schweizer Plastikausstellung, Biel
- 1958: Internationale Bildhauer-Ausstellung im Park Sonsbeck, Arnhem
- 1958: Plein-Air Ausstellung in Como "Villa Olmo"
- 1958: Bildhauer-Zeichnungen des 20. Jahrhunderts, Städtisches Kunstmuseum Duisburg
- 1960: Kunsthalle Basel, mit Bernhard Luginbühl
- 1961, 1963: La Sculpture en Suisse, Musée Rodin, Paris
- 1962: Galleria d'Arte Piemonte Artistico e Culturale, Turin, mit Felice Filippini
- 1962: Galleria d'Arte S. Grato di Saint Vincent (Aosta), mit Aligi Sassu
- 1964: Expo Lausanne
- 1966: Kunst am Bau, Leverkusen
- 1966: 10 Jahre Galerie Läubli, Zürich
- 1966: Kunsthaus Zürich, mit Adolf Herbst
- 1971: Thunerhof, Thun, mit Max von Moos
- 1975: e-Galerie, Frauenfeld, mit Silvia Magnin